# Pummelung
Albums de Metsatöll
Karjajuht
(2014)
Pummelung (français : Festoyer) est un EP du groupe de Folk metal estonien Metsatöll, sorti le 15 mai 2015. Il est édité par Universal Music Group en CD et maxi 45t. L'EP a été enregistré par Keijo Koppel et Metsatöll, puis mixé par Keijo Koppel et Marko Atso. Le troisième titre de l'EP est une reprise du groupe estonien J.M.K.E.. La pochette de l'album est un détail de l'œuvre de l'artiste estonien Jüri Arrak intitulée Le veau d'or, réalisée en 1990.

## Liste des titres
| Disque | Disque               | Disque    | Disque    | Disque | Disque | Disque | Disque | Disque | Disque |
| No     | Titre                | Paroles   | Musique   | Durée  |        |        |        |        |        |
| ------ | -------------------- | --------- | --------- | ------ | ------ | ------ | ------ | ------ | ------ |
| 1.     | Pummelung            | Metsatöll | Metsatöll | 3:29   |        |        |        |        |        |
| 2.     | Vana jutuvestja laul | Metsatöll | Metsatöll | 4:15   |        |        |        |        |        |
| 3.     | Külmale maale        | J.M.K.E.  | J.M.K.E.  | 2:13   |        |        |        |        |        |
| 9:57   |                      |           |           |        |        |        |        |        |        |